# Sukanya Srisurat
Sukanya Srisurat (3 de maio de 1995) é uma halterofilista tailandesa, campeã olímpica. 

## Carreira
Sukanya Srisurat competiu na Rio 2016, onde conquistou a medalha de ouro na categoria até 58kg.